# Racine (Virginie-Occidentale)
Pour les articles homonymes, voir Racine.
Racine est une census-designated place située dans le comté de Boone, dans l’État de Virginie-Occidentale, aux États-Unis. Lors du recensement de 2020, elle comptait 267 habitants.